# Gran Premio de San Marino de Motociclismo de 2008
El Gran Premio de San Marino de Motociclismo de 2008 (oficialmente GP Cinzano di San Marino e Riviera di Rimini) fue la decimotercera prueba del Campeonato del Mundo de Motociclismo de 2008. Tuvo lugar en el fin de semana del 29 al 31 de agosto de 2008 en el Misano World Circuit Marco Simoncelli, situado en Misano Adriatico, Emilia-Romaña, Italia.
La carrera de MotoGP fue ganada por Valentino Rossi, seguido de Jorge Lorenzo y Toni Elías. Álvaro Bautista fue el ganador de la prueba de 250 cc, por delante de Yuki Takahashi y Héctor Barberá. La carrera de 125 cc fue ganada por Gábor Talmácsi, Bradley Smith fue segundo y Simone Corsi tercero.

## Resultados

### Resultados MotoGP
| Pos.    | N.º. | Piloto           | Constructor | Vueltas | Tiempo       | Parrilla | Puntos |
| ------- | ---- | ---------------- | ----------- | ------- | ------------ | -------- | ------ |
| 1       | 46   | Valentino Rossi  | Yamaha      | 28      | 44:41.884    | 2        | 25     |
| 2       | 48   | Jorge Lorenzo    | Yamaha      | 28      | +3.163       | 3        | 20     |
| 3       | 24   | Toni Elías       | Ducati      | 28      | +11.705      | 5        | 16     |
| 4       | 2    | Dani Pedrosa     | Honda       | 28      | +17.470      | 6        | 13     |
| 5       | 7    | Chris Vermeulen  | Suzuki      | 28      | +23.409      | 7        | 11     |
| 6       | 52   | James Toseland   | Yamaha      | 28      | +26.208      | 9        | 10     |
| 7       | 65   | Loris Capirossi  | Suzuki      | 28      | +26.824      | 11       | 9      |
| 8       | 4    | Andrea Dovizioso | Honda       | 28      | +27.591      | 14       | 8      |
| 9       | 33   | Marco Melandri   | Ducati      | 28      | +33.169      | 15       | 7      |
| 10      | 5    | Colin Edwards    | Yamaha      | 28      | +36.529      | 10       | 6      |
| 11      | 50   | Sylvain Guintoli | Ducati      | 28      | +42.081      | 12       | 5      |
| 12      | 56   | Shinya Nakano    | Honda       | 28      | +43.808      | 8        | 4      |
| 13      | 13   | Anthony West     | Kawasaki    | 28      | +54.874      | 18       | 3      |
| 14      | 21   | John Hopkins     | Kawasaki    | 28      | +55.154      | 17       | 2      |
| Ret     | 1    | Casey Stoner     | Ducati      | 7       | Caída        | 1        |        |
| Ret     | 15   | Alex de Angelis  | Honda       | 1       | Caída        | 13       |        |
| Ret     | 14   | Randy de Puniet  | Honda       | 0       | Caída        | 4        |        |
| DNS     | 69   | Nicky Hayden     | Honda       | 0       | No participó | 16       |        |
| Fuente: |      |                  |             |         |              |          |        |

### Resultados 250cc
| Pos.    | N.º. | Piloto              | Constructor | Vueltas | Tiempo          | Parrilla | Puntos |
| ------- | ---- | ------------------- | ----------- | ------- | --------------- | -------- | ------ |
| 1       | 19   | Álvaro Bautista     | Aprilia     | 26      | 43:15.831       | 11       | 25     |
| 2       | 72   | Yuki Takahashi      | Honda       | 26      | +2.088          | 4        | 20     |
| 3       | 21   | Héctor Barberá      | Aprilia     | 26      | +3.752          | 1        | 16     |
| 4       | 15   | Roberto Locatelli   | Gilera      | 26      | +7.472          | 14       | 13     |
| 5       | 60   | Julián Simón        | KTM         | 26      | +10.862         | 7        | 11     |
| 6       | 58   | Marco Simoncelli    | Gilera      | 26      | +21.180         | 2        | 10     |
| 7       | 12   | Thomas Lüthi        | Aprilia     | 26      | +29.440         | 6        | 9      |
| 8       | 14   | Ratthapark Wilairot | Honda       | 26      | +33.882         | 15       | 8      |
| 9       | 52   | Lukáš Pešek         | Aprilia     | 26      | +35.051         | 13       | 7      |
| 10      | 17   | Karel Abraham       | Aprilia     | 26      | +45.405         | 18       | 6      |
| 11      | 32   | Fabrizio Lai        | Gilera      | 26      | +47.260         | 16       | 5      |
| 12      | 90   | Federico Sandi      | Aprilia     | 26      | +1:10.664       | 20       | 4      |
| 13      | 43   | Manuel Hernández    | Aprilia     | 26      | +1:10.882       | 21       | 3      |
| 14      | 94   | Toni Wirsing        | Honda       | 26      | +1:33.332       | 22       | 2      |
| 15      | 35   | Simone Grotzkyj     | Gilera      | 25      | +1 vuelta       | 23       | 1      |
| 16      | 45   | Doni Tata Pradita   | Yamaha      | 25      | +1 vuelta       | 24       |        |
| Ret     | 41   | Aleix Espargaró     | Aprilia     | 19      | Retirado        | 3        |        |
| Ret     | 50   | Eugene Laverty      | Aprilia     | 14      | Caída           | 17       |        |
| Ret     | 10   | Imre Tóth           | Aprilia     | 12      | Retirado        | 25       |        |
| Ret     | 75   | Mattia Pasini       | Aprilia     | 11      | Caída           | 9        |        |
| Ret     | 4    | Hiroshi Aoyama      | KTM         | 3       | Caída           | 5        |        |
| Ret     | 36   | Mika Kallio         | KTM         | 3       | Caída           | 10       |        |
| Ret     | 55   | Héctor Faubel       | Aprilia     | 2       | Caída           | 8        |        |
| Ret     | 6    | Alex Debón          | Aprilia     | 2       | Caída           | 12       |        |
| Ret     | 25   | Alex Baldolini      | Aprilia     | 1       | Caída           | 19       |        |
| DNQ     | 93   | Alen Győrfi         | Honda       |         | No se clasificó |          |        |
| Fuente: |      |                     |             |         |                 |          |        |

### Resultados 125cc
| Pos.    | N.º. | Piloto             | Constructor | Vueltas | Tiempo     | Parrilla | Puntos |
| ------- | ---- | ------------------ | ----------- | ------- | ---------- | -------- | ------ |
| 1       | 1    | Gábor Talmácsi     | Aprilia     | 23      | 40:03.679  | 1        | 25     |
| 2       | 38   | Bradley Smith      | Aprilia     | 23      | +5.402     | 2        | 20     |
| 3       | 24   | Simone Corsi       | Aprilia     | 23      | +14.388    | 5        | 16     |
| 4       | 93   | Marc Márquez       | KTM         | 23      | +17.058    | 8        | 13     |
| 5       | 18   | Nicolás Terol      | Aprilia     | 23      | +17.321    | 9        | 11     |
| 6       | 29   | Andrea Iannone     | Aprilia     | 23      | +17.482    | 13       | 10     |
| 7       | 11   | Sandro Cortese     | Aprilia     | 23      | +17.485    | 7        | 9      |
| 8       | 77   | Dominique Aegerter | Derbi       | 23      | +18.657    | 14       | 8      |
| 9       | 12   | Esteve Rabat       | KTM         | 23      | +19.148    | 19       | 7      |
| 10      | 33   | Sergio Gadea       | Aprilia     | 23      | +34.650    | 12       | 6      |
| 11      | 7    | Efrén Vázquez      | Aprilia     | 23      | +34.855    | 18       | 5      |
| 12      | 6    | Joan Olivé         | Derbi       | 23      | +39.394    | 10       | 4      |
| 13      | 60   | Michael Ranseder   | Aprilia     | 23      | +47.304    | 21       | 3      |
| 14      | 99   | Danny Webb         | Aprilia     | 23      | +53.241    | 20       | 2      |
| 15      | 94   | Jonas Folger       | KTM         | 23      | +53.349    | 28       | 1      |
| 16      | 16   | Jules Cluzel       | Loncin      | 23      | +1:01.903  | 24       |        |
| 17      | 72   | Marco Ravaioli     | Aprilia     | 23      | +1:04.165  | 32       |        |
| 18      | 71   | Tomoyoshi Koyama   | KTM         | 23      | +1:06.235  | 22       |        |
| 19      | 73   | Takaaki Nakagami   | Aprilia     | 23      | +1:06.260  | 25       |        |
| 20      | 21   | Robin Lässer       | Aprilia     | 23      | +1:07.200  | 27       |        |
| 21      | 43   | Gabriele Ferro     | Honda       | 23      | +1:21.814  | 31       |        |
| 22      | 48   | Bastien Chesaux    | Aprilia     | 23      | +1:22.521  | 38       |        |
| 23      | 69   | Louis Rossi        | Honda       | 23      | +1:35.247  | 33       |        |
| 24      | 56   | Hugo van den Berg  | Aprilia     | 23      | +1:39.723  | 39       |        |
| 25      | 42   | Luca Vitali        | Aprilia     | 22      | +1 vuelta  | 36       |        |
| 26      | 34   | Randy Krummenacher | KTM         | 21      | +2 vueltas | 37       |        |
| Ret     | 63   | Mike Di Meglio     | Derbi       | 14      | Caída      | 6        |        |
| Ret     | 17   | Stefan Bradl       | Aprilia     | 14      | Retirado   | 11       |        |
| Ret     | 8    | Lorenzo Zanetti    | KTM         | 14      | Retirado   | 26       |        |
| Ret     | 44   | Pol Espargaró      | Derbi       | 12      | Retirado   | 3        |        |
| Ret     | 40   | Lorenzo Savadori   | Aprilia     | 12      | Retirado   | 23       |        |
| Ret     | 35   | Raffaele De Rosa   | KTM         | 10      | Retirado   | 15       |        |
| Ret     | 5    | Alexis Masbou      | Loncin      | 6       | Retirado   | 29       |        |
| Ret     | 49   | Gennaro Sabatino   | Aprilia     | 6       | Retirado   | 30       |        |
| Ret     | 22   | Pablo Nieto        | KTM         | 4       | Retirado   | 34       |        |
| Ret     | 51   | Stevie Bonsey      | Aprilia     | 3       | Retirado   | 17       |        |
| Ret     | 45   | Scott Redding      | Aprilia     | 1       | Caída      | 4        |        |
| Ret     | 26   | Adrián Martín      | Aprilia     | 0       | Retirado   | 35       |        |
| Ret     | 47   | Riccardo Moretti   | Honda       | 0       | Caída      | 16       |        |
| Fuente: |      |                    |             |         |            |          |        |